# Данаифард, Ирадж
Ира́дж Данаифа́рд (перс. ايرج دانايی فرد‎; 11 марта 1951 или 19 марта 1951, Тегеран — 12 декабря 2018, Шираз) — иранский футболист, играл на позиции полузащитника. Участник чемпионата мира 1978 года. Сын футболиста и тренера Али Данаифарда.

## Биография

### Клубная карьера
Ирадж Данаифард был сыном футболиста и тренера Али Данаифарда. Он начинал карьеру в клубе «Тадж», с которым в 1971 году выиграл чемпионский титул. Затем он играл за «Огаб» и ПАС, с которым в 1977 году завоевал чемпионский титул.
В 1977 году вернулся в «Тадж», в котором отыграл два сезона. В 1979 году уехал в США, где в течение пяти сезонов играл за «Талсу Рафнекс», сыграв за эту команду более 90 матчей.

### Карьера в сборной
В составе сборной Ирана принимал участие на чемпионате мира 1978 года, где сыграл в двух матчах на групповом этапе со сборными Шотландии (1:1) и Перу (1:4). В матче с Шотландией он забил гол и стал первым иранским футболистом, забившим на чемпионате мира. Всего за сборную Ирана сыграл 17 матчей, в которых забил 3 гола.

### Смерть
Скончался 12 декабря 2018 года в возрасте 67 лет в больнице города Шираз от остановки сердца.